# William Martin Leake
William Martin Leake (Londra, 14 gennaio 1777 – Brighton, 6 gennaio 1860) è stato un diplomatico, numismatico e antiquario britannico.

## Biografia
Era il nipote di Stephen Leake, nato Stephen Martin, che cambiò, assieme al resto della famiglia, il proprio cognome in Martin Leake.
Dopo aver completato i suoi studi presso la Royal Military Academy, in Woolwich, e dopo aver trascorso 4 anni nelle Indie occidentali come luogotenente dell'artiglieria marina, fu inviato dal governo a Costantinopoli per addestrare i suoi omologhi turchi. Un viaggio attraverso l'Asia Minore nel 1800 per unirsi alla flotta britannica di stanza a Cipro gli ispirò un interesse nella topografia antiquaria. Nel 1801, dopo aver viaggiato attraverso il deserto con l'esercito turco verso l'Egitto, egli fu, dopo l'espulsione dei francesi, impiegato nel rilevamento della valle del Nilo fino alle cataratte. Venne imbarcato nella nave che aveva il compito di portare i marmi di Elgin da Atene all'Inghilterra, e perse tutte le sue mappe e le sue osservazioni nel naufragio del vascello a Cerigo in Grecia.
Poco dopo il suo arrivo in Inghilterra fu inviato a mappare la costa dell'Albania e della Morea, con lo scopo di assistere i turchi contro gli attacchi dei francesi dall'Italia, ciò gli permise di creare una consistenze collezione di monete e iscrizioni e di esplorare antichi siti. Nel 1807, in seguito allo scoppio della guerra tra Turchia e Inghilterra, fu fatto prigioniero a Salonicco; ma, ottenuta la sua liberazione nello stesso anno, fu inviato in missione diplomatica presso Alì Pascià di Ioannina, di cui conquistò la fiducia, e con cui rimase per più di un anno come rappresentante britannico.
Nel 1810 gli fu concessa una somma annua di £600 per i suoi servizi in Turchia. Nel 1815 si ritirò dall'esercito con il grado di colonnello e spese il resto della sua vita a studi topografici e antiquari, i cui risultati portarono alla seguenti opere:
- Topography of Athens (1821)
- Journal of a Tour in Asia Minor (1824)
- Travels in the Morea (1830), e un supplemento, Peloponnesiaca (1846)
- Travels in Northern Greece (1835)
- Numismata Hellenica (1854), seguita da un supplemento nel 1859.

Fu ammesso come membro della Royal Society il 13 aprile 1815.
Fu anche nominato membro della Royal Geographical Society, nel 1816 ricevette dalla Oxford University la laurea honoris causa in diritto civile, fu inoltre membro pure della Königlich-Preußische Akademie der Wissenschaften di Berlino e corrispondente dell'Institut de France.
Una caratteristica delle ricerche di Leake fu certamente la loro precisione, dovuta anche alla sua grande padronanza dei dettagli tecnici. Il suo Topography of Athens, il primo tentativo di trattare in maniera scientifica tale argomento, rimase valido, soprattutto sotto alcuni aspetti, per molto tempo.
Morì a Brighton il 6 gennaio 1860. I marmi da lui trovati in Grecia furono consegnati al British Museum; i suoi bronzi, vasi e le sue monete e gemme furono comprati dall'Università di Cambridge dopo la sua morte e fanno oggi parte del Fitzwilliam Museum.